# Jean Marcelin
Jean Harisson Marcelin (12 februari 2000) is een Frans voetballer die doorgaans speelt als centrale verdediger. Hij is speler van AS Monaco. Tijdens de seizoenen 2020-2021 en 2022-2023 werd hij uitgeleend aan Cercle Brugge.

## Clubcarrière
Marcelin doorliep de jeugdreeksen van Du Port en SS Jeanne d'Arc. In 2016 stapte hij over naar de jeugdreeksen van AJ Auxerre. In juli 2018 promoveerde hij naar het eerste elftal. Op 17 augustus 2018 maakte hij zijn debuut voor het eerste elftal in de met 1–0 gewonnen thuiswedstrijd tegen AS Nancy. Eén minuut voor tijd kwam hij Daniel Mancini vervangen.
In 2020 tekende Marcelin bij AS Monaco een contract tot 2024 en werd in de seizoenen 2020-2021 en 2022-2023 uitgeleend aan Cercle Brugge. 

## Clubstatistieken
| Seizoen                          | Club            | Competitie      | Competitie | Competitie | Beker | Beker | Internationaal | Internationaal | Totaal | Totaal |
| Seizoen                          | Club            | Competitie      | Wed.       | Dlp.       | Wed.  | Dlp.  | Wed.           | Dlp.           | Wed.   | Dlp.   |
| -------------------------------- | --------------- | --------------- | ---------- | ---------- | ----- | ----- | -------------- | -------------- | ------ | ------ |
| 2018/19                          | AJ Auxerre      | Ligue 2         | 5          | 0          | 2     | 1     | –              | –              | 7      | 1      |
| 2019/20                          | AJ Auxerre      | Ligue 2         | 16         | 0          | 1     | 0     | –              | –              | 17     | 0      |
| 2019/20                          | AS Monaco       | Ligue 1         | 0          | 0          | 0     | 0     | –              | –              | 0      | 0      |
| 2020/21                          | → Cercle Brugge | Eerste klasse A | 20         | 1          | 2     | 1     | –              | –              | 22     | 2      |
| 2021/22                          | AS Monaco       | Ligue 1         | 0          | 0          | 0     | 0     | 0              | 0              | 0      | 0      |
| Totaal                           | Totaal          | Totaal          | 41         | 1          | 5     | 2     | 0              | 0              | 46     | 3      |
| Bijgewerkt op 17 september 2021. |                 |                 |            |            |       |       |                |                |        |        |

## Interlandcarrière
Marcelin is Frans jeugdinternational. 